# Kabbage
Kabbage（カバッジ、キャベッジ）は、アメリカ合衆国ジョージア州アトランタに本社を置くフィンテックスタートアップ企業。中小企業向けの無担保融資をオンラインによる申請で、申し込みから最短6分で行うことが特徴。
Kabbage独自の与信審査システムは、融資を希望する企業が公開しているSNSやSaaSといったオンラインサービスのデータを集約することによって人間を介さずに行われている。例として、会計クラウドシステムのデータからその企業の財務状態が判り、決済サービスやECサイトなどのデータからはその企業の売り上げ動向が判り、SNSのデータからはその企業と顧客の関係性が判る。これらの指標からその企業が顧客から信用されているかどうかを測る。
2008年にロブ・フローワイン（Rob Frohwein）CEOによって起業。Kabbageのアルゴリズム審査は「EC（電子商取引）サイトで行われている偽造品、盗難品の検出手法」がヒントになっていることをフローワインは語っている。
2017年8月にソフトバンクはソフトバンク・ビジョン・ファンドを通して2億5000万ドルを出資した。
2020年8月、アメリカン・エキスプレスはKabbageを買収することを公表した。買収額は非公表だが、報道では8億5000万ドルとされ、12億ドルを超えていた2017年の資金調達時点での評価額を下回る水準になった。